# Jimbaran (Bandungan)
Jimbaran is een bestuurslaag in het regentschap Semarang van de provincie Midden-Java, Indonesië. Jimbaran telt 4317 inwoners (volkstelling 2010).